# Conception émergente
 (septembre 2023).
La mise en forme du texte ne suit pas les recommandations de Wikipédia : il faut le « wikifier ».
Les points d'amélioration suivants sont les cas les plus fréquents. Le détail des points à revoir est peut-être précisé sur la page de discussion.
- Les titres sont pré-formatés par le logiciel. Ils ne sont ni en capitales, ni en gras.
- Le texte ne doit pas être écrit en capitales (les noms de famille non plus), ni en gras, ni en italique, ni en « petit »…
- Le gras n'est utilisé que pour surligner le titre de l'article dans l'introduction, une seule fois.
- L'italique est rarement utilisé : mots en langue étrangère, titres d'œuvres, noms de bateaux, etc.
- Les citations ne sont pas en italique mais en corps de texte normal. Elles sont entourées par des guillemets français : « et ».
- Les listes à puces sont à éviter, des paragraphes rédigés étant largement préférés. Les tableaux sont à réserver à la présentation de données structurées (résultats, etc.).
- Les appels de note de bas de page (petits chiffres en exposant, introduits par l'outil «  Source ») sont à placer entre la fin de phrase et le point final[comme ça].
- Les liens internes (vers d'autres articles de Wikipédia) sont à choisir avec parcimonie. Créez des liens vers des articles approfondissant le sujet. Les termes génériques sans rapport avec le sujet sont à éviter, ainsi que les répétitions de liens vers un même terme.
- Les liens externes sont à placer uniquement dans une section « Liens externes », à la fin de l'article. Ces liens sont à choisir avec parcimonie suivant les règles définies. Si un lien sert de source à l'article, son insertion dans le texte est à faire par les notes de bas de page.
- La présentation des références doit suivre les conventions bibliographiques. Il est recommandé d'utiliser les modèles {{Ouvrage}}, {{Chapitre}}, {{Article}}, {{Lien web}} et/ou {{Bibliographie}}. Le mode d'édition visuel peut mettre en forme automatiquement les références.
- Insérer une infobox (cadre d'informations à droite) n'est pas obligatoire pour parachever la mise en page.

Pour une aide détaillée, merci de consulter Aide:Wikification.
Si vous pensez que ces points ont été résolus, vous pouvez retirer ce bandeau et améliorer la mise en forme d'un autre article.
 (septembre 2023).
 (octobre 2024).
La conception émergente est une expression inventée par David Cavallo[Qui ?] pour décrire un cadre théorique pour la mise en œuvre d'un changement systémique dans l'éducation et les environnements d'apprentissage. 

## Applications
L'application non théorique la plus notable des principes de la conception émergente se trouve dans l'OLPC, dont le travail conceptuel est soutenu par l'article de Cavallo « Modèles de croissance — vers un changement fondamental dans l'environnement d'apprentissage ».

## Conception émergente dans le développement de logiciels agiles
La conception émergente est un sujet récurrent dans le développement de logiciels agiles, en raison de l'accent mis par la méthodologie sur la livraison de petits morceaux de code fonctionnel ayant une valeur commerciale. Avec la conception émergente, une organisation de développement commence à fournir des fonctionnalités et laisse la conception émerger. Le développement prend un élément de la fonctionnalité A et le met en œuvre en utilisant les meilleures pratiques et une couverture de test appropriée, puis passe à la livraison de la fonctionnalité B. Une fois la fonctionnalité B construite, ou pendant qu'elle est construite, l'organisation examinera ce que A et B ont en commun et remaniera les points communs, ce qui permettra à la conception d'émerger. Ce processus se poursuit au fur et à mesure que l'organisation fournit des fonctionnalités. À la fin d'un cycle de publication agile, le développement se retrouve avec le plus petit ensemble de conception nécessaire, par opposition à la conception qui aurait pu être anticipée à l'avance. Le résultat final est une conception plus simple avec une base de code plus petite, qui est plus facile à comprendre et à maintenir et qui a naturellement moins de place pour les défauts.[réf. nécessaire]